# Лернамердз
Лернамердз (вірм. Լեռնամերձ) — село в марзі Армавір, на заході Вірменії. Село розташоване на правому березі річки Амберд, за 12 км на північ від міста Вагаршапат, за 3 км на північний захід від села Амберд, за 3 км на північ від села Агавнатун та за 3 км на південь від села Воскеат.
Особливість села полягає у тому, що усі мешканці села підтримують ідеї комунізму, навіть після розпаду СРСР. У 1991 р., коли Радянський Союз розпався, у селі було зареєстровано всього 5 комуністів. Сьогодні всі селяни заявляють підтримку соціалістичній ідеології та вважають, що «кожен буде щасливим та Сонце буде світити», якщо комунізм буде відновлений у Вірменії. Село також називають «маленькою Кубою», оскільки воно притягає багато комуністичних відвідувачів через його статус.